# Поті (морський порт)
Морський порт Поті (англ. Poti Sea Port) — морський торговельний порт міста Поті, розташований в південній частині Чорноморського узбережжя Кавказу — на заході Грузії, в гирлі річки Ріоні. Заснований у 1858, став одним з головних трьох морських портів Грузії в XX столітті. Код UN/LOCODE — GEPTI. Один з найбільших портів в східній частині Чорного моря. Є важливою сполучною ланкою Південного Кавказу з Європою — в основному пов'язаний з чорноморськими портами в Одесі, Варні і Констанці. Пропускна здатність Потійського порту становить понад 7 млн т вантажів.

## Історія
Порт у Поті заснований в 1858 році, але будівництво портових гідротехнічних споруд — причалів, огороджувальних молів, басейнів, берегоукріплювальні роботи — тривали з 1863 до 1905 року. Великий внесок у розвиток порту в Поті вніс потійський міський голова (1894—1907) Ніко Ніколадзе, який склав план і керував роботами з розширення порту міським коштом і експлуатації його міським громадським управлінням.

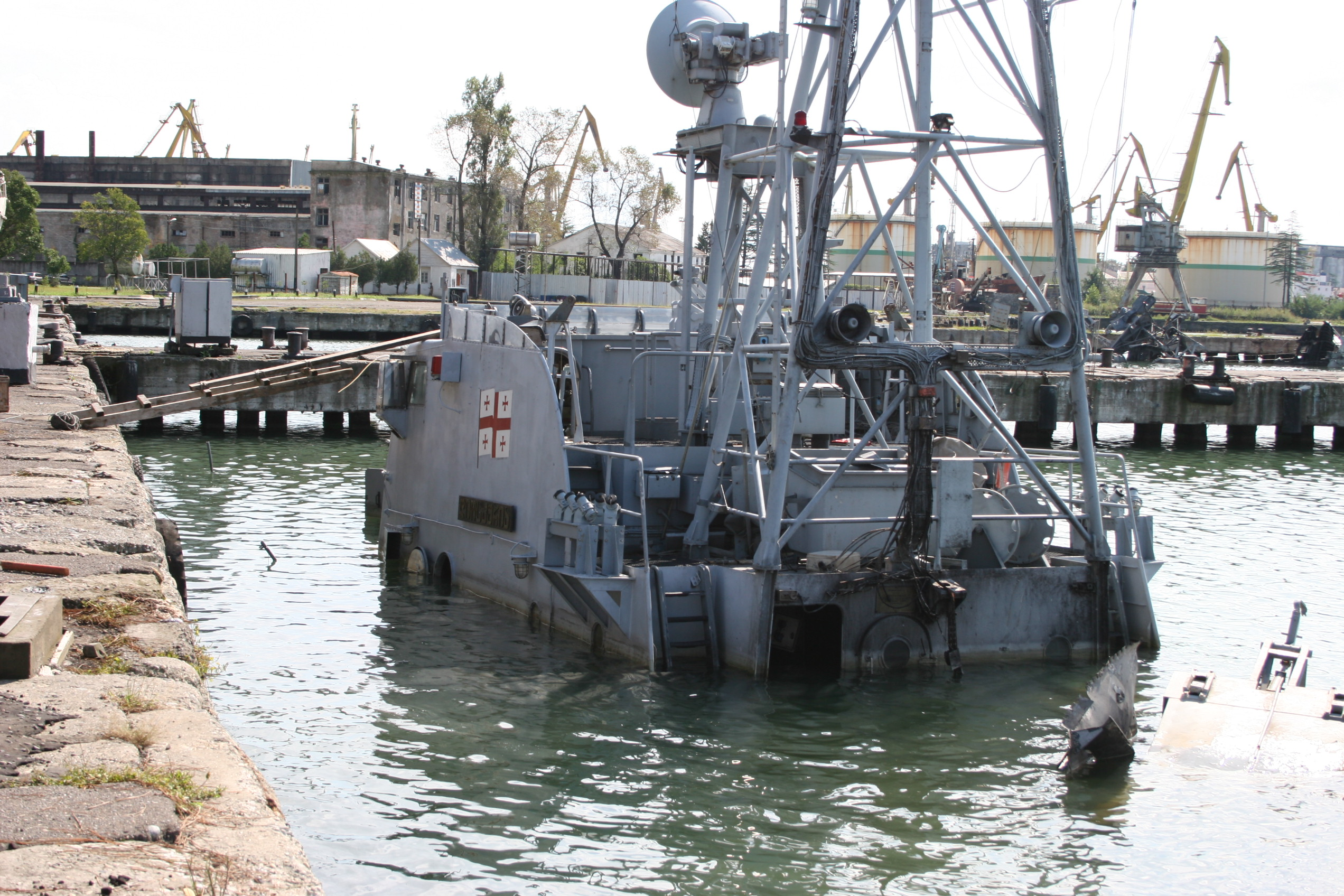
Катери ВМС Грузії затоплені в акваторії порту Поті російськими диверсантами. 25 вересня 2008

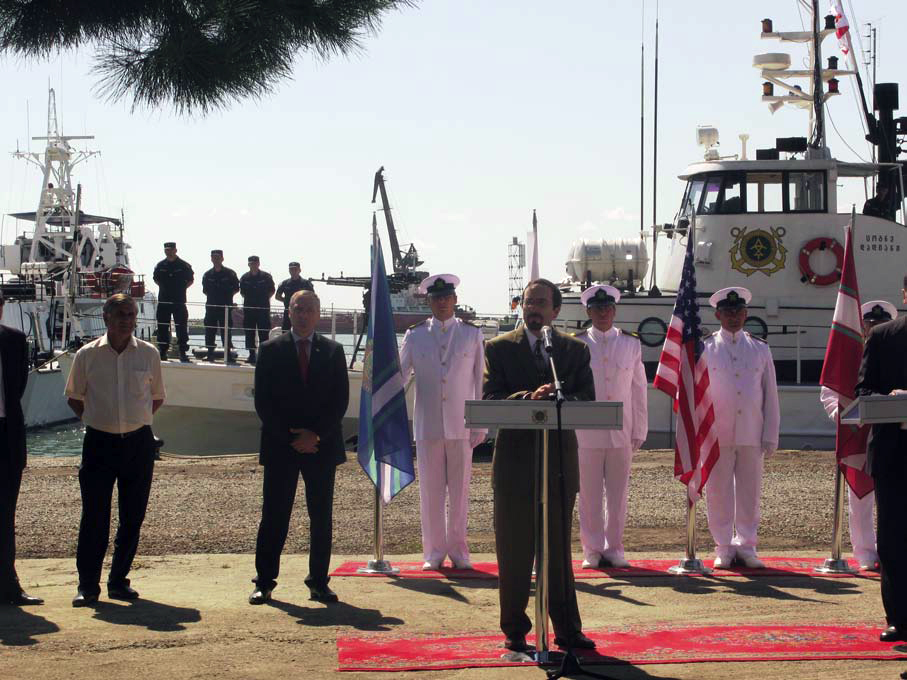
Посол США Джон Басс виступає в Потійському порту на церемонії закладки ПРМ для БО Грузії. 25 серпня 2011

В радянський період Потійський морський порт входив до складу Грузинського морського пароплавства. Це було високомеханізоване транспортне підприємство, облаштоване для навантаження і розвантаження суден і вагонів причали, склади, портальні крани. 40-кілометровою залізничною гілкою порт поєднувався зі станцією Цхакая лінії Ростов-на-Дону — Самтредіа. В порту перевантажувалися переважно марганцева руда, боксити, вугілля, метал, устаткування тощо.
З квітня 1941 в Поті дислокувалася також Потійська військово-морська база (скорочено Потійська ВМБ) — різнорідне об'єднання Чорноморського флоту ВМФ СРСР, а після її розформування у 1976 році і до 1992 — 184-а бригада охорони водного району ЧФ. До 2008 року, коли в ході російсько-грузинської війни Поті був захоплений окупантами, тут же базувалися основні сили ВМС Грузії. Після конфлікту, в якому Грузія втратила більшу частину своїх військово-морських сил, було прийнято рішення про об'єднання ВМС з береговою охороною.
Після отримання Грузією незалежності порт неодноразово модернізувався, в тому числі за рахунок грантів і кредитів уряду Нідерландів і Європейського Союзу. У квітні 2008 року 51 % акцій порту купила компанія RAKIA з емірату Рас-ель-Хайма. Компанія, представлена своєю грузинською філією RAKIA Georgia Free Industrial Zone LLC, зайнялася облаштуванням нового терміналу і розвитком вільної промислової зони. 15 квітня 2008 року ВЕЗ відкрив особисто президент Грузії Міхеіл Саакашвілі. У 2009 році компанія RAKIA UAE придбала 49 % акцій порту, але через боргову кризу в Дубаї у 2009 році шейх Сауд ібн Сакра аль-Касімі продав основну частину активів за кордон в жовтні 2010 року. 80 % акцій Poti Sea Port були продані в квітні 2011 року компанії APM Terminals, дочірньому підприємству данської компанії Moller-Maersk.

## Сьогодення

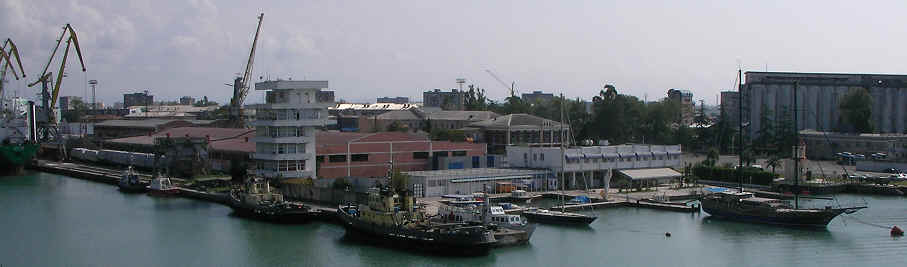
Панорама Потійського морського порту. 2007 рік

Власник порту, APM Terminals, інвестував у порт більше 70 млн доларів, переважно в модернізацію застарілої інфраструктури і несучасних допоміжних служб. Станом на 2016 рік Потійський порт мав 15 причалів, обладнаних для вантажно-розвантажувальних робіт, загальною протяжністю 2900 метрів, понад 20 портальних кранів. Побудований новий, п'ятнадцятий за рахунком, універсальний причал протяжністю 350 метрів. Він буде снащений сучасним японським обладнанням, в тому числі двома 40-тонними і двома 20-тонними портовими підйомними кранами. У травні 2013 року введений в експлуатацію перший в Грузії морський зерновий термінал, здатний обробляти до 500 тис. тонн зерна на рік. Основне його призначення — перевалка середньоазійської пшениці. У 2014 побудований контейнерний термінал.
На відміну від інших портів і терміналів Грузії, де від 85 до 100 % вантажів — нафта і нафтопродукти Каспійського регіону, морський порт Поті — єдиний реально універсальний порт Грузії і, на сьогоднішній день, основний порт, що забезпечує перевалку насипних, навалювальних, генеральних вантажів і контейнерів — порт типу лендлорд, що забезпечує і є відповідальним за розвиток інфраструктури з подальшою передачею терміналів операторським компаніям на довгостроковій основі. Частина терміналів, таких як поромний і контейнерні, оперуються безпосередньо портом. У порту повноцінно функціонують усі типи терміналів — генеральних, навалювальних вантажів, нафтоналивний, поромний і контейнерний. Щорічно здійснюється більше 2 тисяч суднозаходів.

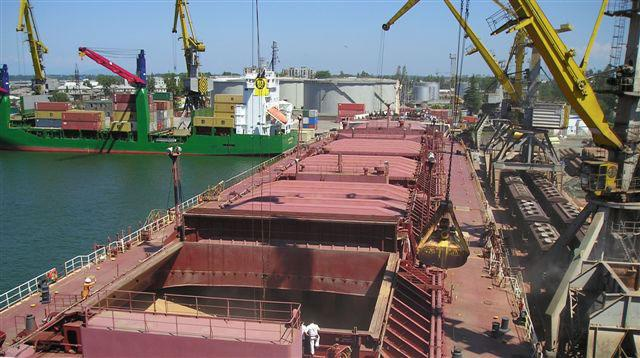
Завантаження 43-тисячотонного зерновоза в порту Поті

У 2015 році сумарно порт Поті переробив 6,3 млн тонн навалювальних та генеральних вантажів. Генеральні вантажі це переважно заморожені продукти — м'ясо, риба, фрукти тощо. Навалювальні — насипні типу зернових — Поті є основним портом в Грузії з перевалки цього вантажу, перевантажує сумарно до 1 млн тонн зернових на рік. Особливу важливість має також контейнерна перевалка контейнерних вантажів: за даними 2015 року, порт Поті перевантажує до 85 % всіх контейнерних вантажів, що заходять в порти Грузії і займає друге місце в Чорному морі за обсягами перевантаження в порівнянні з іншими терміналами, випереджаючи термінал Одеського порту, але поступаючись лідеру — контейнерному терміналу порту Констанци. Важливий напрямок діяльності порту — залізнично-поромне сполучення. Поромне сполучення з'єднує Поті з портами України і Болгарії, при цьому українські, білоруські і вагони з балтійських країн транспортуються з Поті експедиторськими залізничними компаніями до залізничних станцій країн Південного Кавказу і далі до Центральної Азії, переважно транскаспійськими поромами з Баку.
У 2007 році уряд Грузії, з метою створення привабливого бізнес-середовища та забезпечення вільного потоку капіталу і сучасних технологій, створив в Потійському порту вільну індустріальну зону. Вільна індустріальна зона в Поті забезпечує привабливий інвестиційний клімат, низькі експлуатаційні витрати, міжнародні банківські послуги з вільною репатріацією капіталу. Компанії, зареєстровані у вільній зоні, звільнені від податку на прибуток, податку на додану вартість, митних та інших майнових податків та зборів. Державними службами Грузії були спрощені процедури з перевезення контейнерів з порту на приватні митні термінали зберігання, що знаходяться в межах міста Поті, так звані «сухі порти». Спрощена процедура діє в радіусі 10 км від порту, і це сприяє розвитку митних терміналів і надає додаткові послуги з перевантаження вантажів з контейнерів на інший транспорт. На зазначених терміналах фактично відсутні представники митниці, при цьому здійснюється онлайн спостереження, а у виключних випадках при необхідності огляду (коли вантаж потрапляє в «червоний коридор») здійснюється його догляд. Зважаючи на все це майже всі контейнери з порту перевозяться на приватні митні термінали, звідки видаються власникам вантажу або експедиторам для подальшого транспортування.
У 2018 році планується закінчити будівництво двох глибоководних причалів, здатних приймати вантажні судна місткістю 9 тис. TEU. Також планується будівництво пристані навпроти внутрішнього контейнерного терміналу, яка об'єднає причали, сортувальну станцію, залізничний вузол і автодорожню розв'язку в єдину структуру. Збільшить пропускну здатністю порту до в 50 млн тонн і глибини води біля причалів до 16 метрів.